# Hypoestes subcapitata
Hypoestes subcapitata är en akantusväxtart som beskrevs av C. B. Cl.. Hypoestes subcapitata ingår i släktet Hypoestes och familjen akantusväxter. Inga underarter finns listade i Catalogue of Life.